# 국립목포병원
국립목포병원(國立木浦病院, Mokpo National Tuberculosis Hospital)은 결핵환자의 진료·연구, 결핵전문가 양성 및 결핵관리요원의 교육·훈련에 관한 업무를 관장하는 질병관리청 소속 산하 병원이다. 2002년 5월 6일 발족하였으며, 전라남도 목포시 신지마을1길 75에 위치하고 있다. 원장은 고위공무원단 나등급에 속하는 임기제공무원으로 보한다.

## 직무
- 결핵환자의 진료와 임상연구
- 결핵합병증의 전문진료와 연구
- 결핵진료요원의 교육훈련 및 결핵예방교육
- 결핵에 관한 대 국민 홍보·계몽활동
- 기타 국가결핵정책 사업의 효율적인 추진

## 연혁
- 1962년 4월 28일: 목포시, 한·노 협회, 캐나다 유니테리안 봉사회 공동으로 목포아동결핵병원 개원.
- 1965년 2월 1일: 목포결핵관리소 개소(목포시, 한·노 협회 공동운영).
- 1970년 4월 1일: 목포아동결핵병원을 목포시에서 인수 운영.
- 1973년 2월 1일: 목포시결핵병원 개칭 (목포결핵관리소의 운영권을 목포시에서 인수하여 목포아동결핵병원과 통합 운영).
- 1983년 1월 1일: 국립목포결핵병원으로 개편, 보건사회부로 이관.
- 2001년 1월 1일: 책임운영기관 시행.
- 2002년 5월 6일: 국립목포병원 개칭.
- 2020년 9월 12일: 보건복지부 산하에서 질병관리청 산하로 조정.

## 조직

### 원장
- 서무과[4]
- 일반결핵과[5]
- 내성결핵과[5][6]
- 진단검사의학과[5]
- 약제과[5]
- 간호과[7]